# シーマスのブルース
「シーマスのブルース」（英語: Seamus）は、1971年にピンク・フロイドが発表した曲。アルバム『おせっかい』に収録されている。

## 解説
バンド4人の手による作品。リード・ヴォーカルはデヴィッド・ギルモア。犬（リック・ライトが当時飼っていた犬）の鳴き声が取り入れられている。ライブでの演奏は、「Mademoiselle Nobs」というタイトルで演奏された『ピンク・フロイド・ライヴ・アット・ポンペイ』1回のみだった。ここではギルモアがヴォーカルではなくハーモニカを演奏したインストゥルメンタルとなっている。